# 니시베 요헤이
니시베 요헤이(일본어: 西部 洋平, 1980년 12월 1일 ~ )는 일본의 전 축구 선수이다.

## 구단 경력
그는 1999년부터 2022년까지 J리그의 우라와 레즈, 가시마 앤틀러스, 시미즈 에스펄스, 쇼난 벨마레, 가와사키 프론탈레, 카탈레 도야마에서 활동하였다.